# Terry Caffery
Terrance Michael Caffery (Toronto, 1º aprile 1949 – Thornhill, 3 agosto 2022) è stato un hockeista su ghiaccio canadese.
Nel corso della carriera ha giocato nella National Hockey League e nella World Hockey Association. È fratello minore di Jack Caffery, anch'egli giocatore di hockey su ghiaccio.

## Carriera
In occasione dell'NHL Amateur Draft 1966 Caffery fu scelto in terza posizione assoluta dai Chicago Blackhawks. Dal 1965 al 1968 egli militò nella Ontario Hockey Association con i Toronto Marlboros, conquistando nel 1967 la Memorial Cup. Nella stagione 1968-69 giocò con gli Ottawa Nationals prima di prendere parte al campionato mondiale del 1969 con il Canada.
Debutto in NHL con i Black Hawks nel 1969, trascorrendo tuttavia la maggior parte dell'anno con i Dallas Black Hawks nella Central Hockey League. Dal febbraio del 1971 passò invece ai Minnesota North Stars; nella stagione 1971-72 Caffery giocò in American Hockey League nella formazione affiliata dei Cleveland Barons, conquistando il Dudley "Red" Garrett Memorial Award come miglior rookie della lega.
La stagione successiva Caffery firmò con i New England Whalers nella neonata World Hockey Association, conquistando al primo tentativo l'Avco World Trophy. Nella sua prima stagione trascorsa interamente in una lega professionistica registrò 100 punti in 79 gare, conquistando così il Lou Kaplan Trophy ancora come miglior rookie del campionato. Tuttavia nelle stagioni successive non fu in grado di ripetere gli stessi risultati a causa di numerosi infortuni, uno dei quali al ginocchio lo costrinse a saltare l'intera stagione 1973-74.
Dopo essere ritornato a giocare sempre con i Whalers Caffery nell'ottobre del 1975 cambiò squadra e andò ai Calgary Cowboys. Nonostante ciò al termine della stagione dovette ritirarsi dall'attività agonistica a causa dell'infortunio al ginocchio mai guarito del tutto.

## Palmarès

### Club
- Avco World Trophy: 1

New England: 1972-1973
- Memorial Cup: 1

Toronto: 1967

### Individuale
- Dudley "Red" Garrett Memorial Award: 1

1971-1972
- Lou Kaplan Trophy: 1

1972-1973